# Aurelio Lampredi

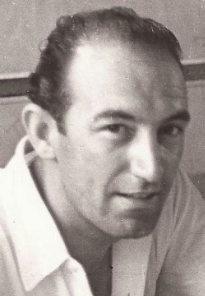
Aurelio Lampredi

Aurelio Lampredi (Livorno, 16 juni 1917 - Livorno, 1 juni 1989) was een Italiaans ontwerper van auto- en vliegtuigmotoren.

## Biografie
Lampredi begon zijn carrière bij de scheepswerf van de marine in Livorno. Daarna begon hij in 1937 met het ontwerpen van vliegtuigmotoren voor Piaggio, waarna hij tot de Tweede Wereldoorlog werkte als vliegtuigmotorenontwerper bij Isotta Fraschini. Tijdens de oorlog ging Lampredi werken bij vliegtuigfabrikant Reggiane. In 1946 begon Lampredi automotoren te ontwerpen bij Ferrari. Lampredi ontwierp daar onder andere de 4,5-liter V12, die in 1950 in de Ferrari 275S verscheen. Hij drong er ook op aan dat Ferrari meer motors met vier cilinders moest hebben en hij ontwierp er zelf twee. Ook herontwierp Lampredi de uitlaat. Het door hem ontworpen uitlaatsysteem had twee uitlaten die tegen elkaar aan zaten. In maart 1947 verliet Lampredi Ferrari en ging acht maanden opnieuw bij Isotta-Fraschini werken, waarna hij weer bij Ferrari terugkwam. Nadat Ferrari de Formule 1-tak van Lancia overnam in 1955, vertrok Lampredi naar Fiat, waar hij tevens motoren ontwierp, waaronder de bekende "Fiat Twincam". Die motor werd tijdens de Autotentoonstelling van Turijn van 1966 onthuld. De motor werd gebruikt voor verschillende modellen van Fiat en Lancia en werd na ruim dertig jaar, in 1999, uit productie gehaald. Lampredi werkte sinds 1973 ook als directeur bij Abarth en in 1977 vertrok hij als motorontwerper bij Fiat. Lampredi bleef tot 1982 directeur van Abarth.
- Library of Congress Control Number: no2014015937
- Virtual International Authority File: 307459973
- WorldCat: E39PBJjhxyt4byTBWVw8fBg3Qq